# Amics del Bàsquet Castelló
O Amics del Bàsquet Castelló (português:"Amigos do Basquete Castelló") é um clube profissional de basquetebol situado na cidade de Castellón de la Plana, Comunidade Valenciana, Espanha que atualmente disputa a Liga Ouro.
O treinador Pablo Laso que foi jogador e atualmente é técnico do Real Madrid iniciou sua carreira no Amics del Bàsquet na Temporada 2003-04 da LEB Prata.